# 弯药龙胆
弯药龙胆（学名：Gentiana curviantha）为龙胆科龙胆属的植物，为中国的特有植物。分布于中国大陆的四川等地，生长于海拔4,200米的地区，一般生长在草甸中，目前尚未由人工引种栽培。